# Pachylepyrium fulvidula
Pachylepyrium fulvidula är en svampart som först beskrevs av Rolf Singer, och fick sitt nu gällande namn av Rolf Singer 1958. Pachylepyrium fulvidula ingår i släktet Pachylepyrium och familjen Strophariaceae.   Inga underarter finns listade i Catalogue of Life.